# Parafia św. Stanisława Biskupa Męczennika w Dankowie
Parafia Świętego Stanisława Biskupa Męczennika w Dankowie – parafia rzymskokatolicka w Dankowie. Należy do Dekanatu Krzepice archidiecezji częstochowskiej. Została utworzona w XIII wieku. Parafię prowadzą księża diecezjalni.

## Bibliografia

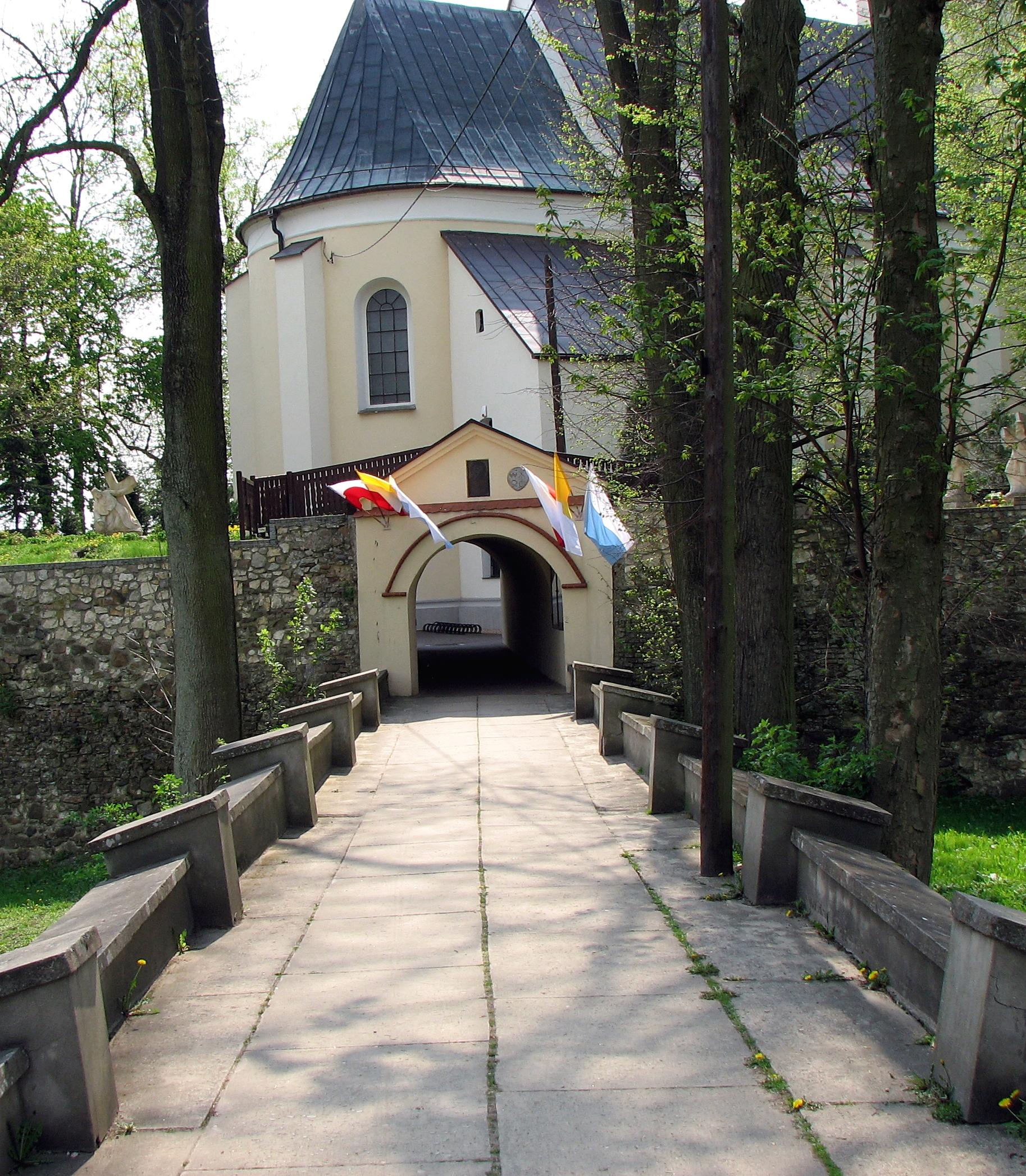
Brama prowadząca na teren kościoła
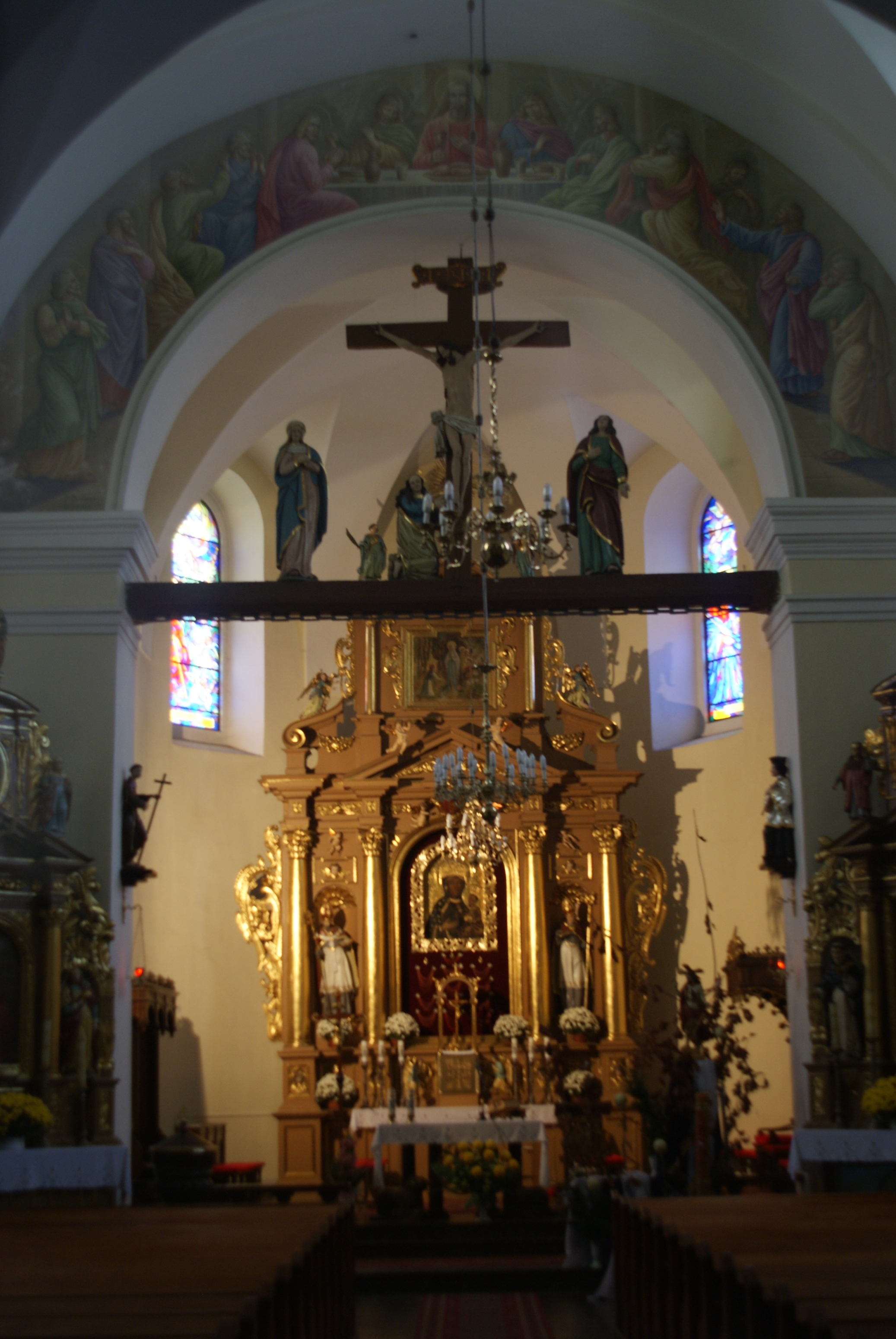
Wnętrze kościoła